# Dogs in the Vineyard
Dogs in the Vineyard, förkortas DitV, är ett amerikanskt indierollspel av D. Vincent Baker, publicerat av Lumpley Games.
I 2004 Indie RPG Awards vann Dogs in the Vineyard utmärkelserna Indie RPG of the Year (sv: Årets indierollspel) och Most Innovative Game (sv: Mest innovativa spel). Spelet uppmuntrar till ett fritt och berättande spelsätt.

## Spelmiljö
Spelet utspelar sig en fiktiv western-miljö som löst baseras på den mormonska Staten Deseret i nuvarande Utah i USA. Spelarna iklär sig rollen som "Guds vakthundar" (en: God's Watchdogs), förenklat "Hundar" (en: Dogs), som reser mellan landsorter där de delar ut post, hjälper samhället i allmänhet, samt upprätthåller trosläran i "True Faith of the King of Life" (på svenska ungefär "den sanna tron av livets kung"). Det kan innebära allt från att bistå samhällets ombud (en: Steward) angående tolkning av tron till att avrätta kättare. Hundarna har fullständig auktoritet inom tron men inte berörande Territorial Authority (på svenska ungefär "den territoriella myndigheten") vilket gör att deras handlingar kan komma i konflikt med regeringen i öst.

## Regelsystem
Spelet har ett annorlunda sätt att iscensätta en konflikt där tärningskast används i ett pokerliknande system med syning och höjning.